# Paracromna rotundior
Paracromna rotundior är en insektsart som först beskrevs av Fowler 1900.  Paracromna rotundior ingår i släktet Paracromna och familjen Flatidae. Inga underarter finns listade i Catalogue of Life.